# 허니문 (음악 그룹)
허니문(몽골어: Ханимүүнь)은 몽골의 여자 4인조 음악 그룹을 말한다.

## 노래

### 싱글
- I Love My Luv